# Порты в Вене

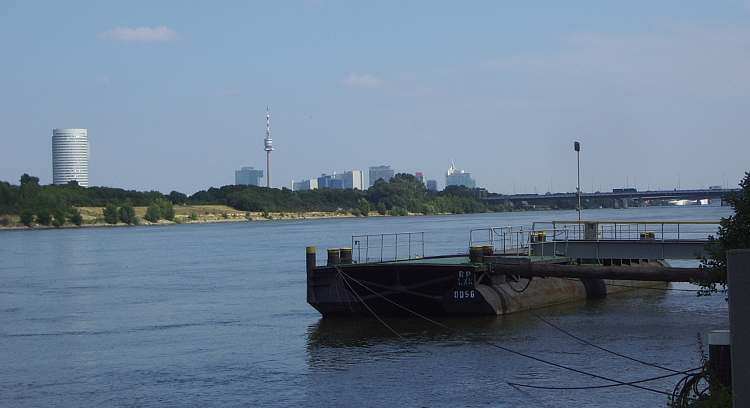
Вид на Дунай от порта в Нусдорфе

Вопрос строительства порта в Вене долгое время не стоял, поскольку раньше для торговли на Дунае было достаточно венских набережных. Только все большее применение паровых кораблей потребовало наличие порта.

## Во время Габсбургской монархии
Во времена Габсбургской монархии было возможно причаливать к естественным дунайским берегам, а также использовать порт на Винер-Нойштадтском канале. Этот порт был первоначально расположен недалеко от места, где сейчас находится железнодорожная станция Вин-Митте, а в 1847 году он был перенесён в район станции Ашпангбанхоф.

### Естественные причалы
Изначально корабли могли причаливать в Вене к естественным берегам Дуная. Это были участки с пологими берегами и дном, покрытым песком или гравием, куда суда могли быть вытянуты для погрузки и выгрузки.
Таким посадочным площадкам требовался доступ со стороны суши. Таким образом, доставленные по воде товары могли дальше развозиться гужевым транспортом.
Подобные причалы были расположены, в частности, в Хайлигенштадте, Нусдорфе, Россауэре и Бригиттенау. Существовал такой причал и в Зальцгисе, который использовали преимущественно суда, перевозившие соль (по-немецки зальц).

### Гавань на берегу реки

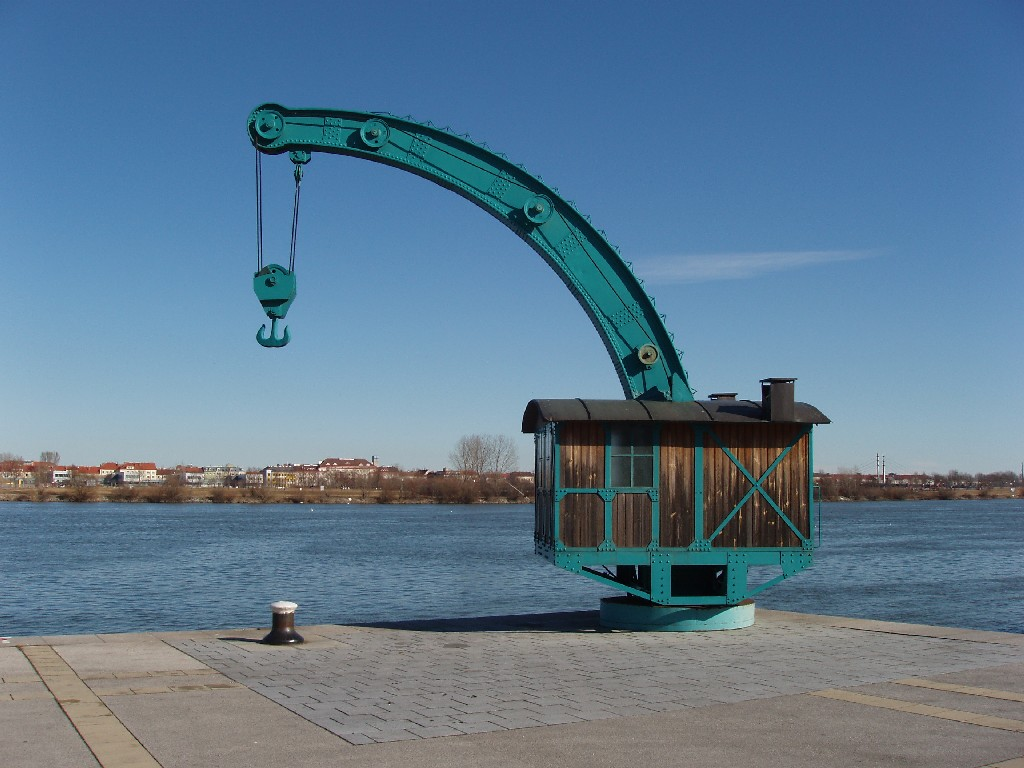
Кран в речной гавани

О строительстве открытой речной гавани известно немного.
Гавань была создана вскоре после работ по регулированию русла Дуная в 1875 году на правом берегу реки. Поскольку Дунайское пароходство по сути в то время установило монополию на грузовые и пассажирские перевозки по Дунаю, вполне вероятно, что компания была единственным владельцем гавани вплоть до конца Первой мировой войны и последующего распада Австро-Венгрии. После этого у судоходных компаний других стран появились причалы со своими складами и оборудованием для погрузки и разгрузки судов. Город Вена также владел здесь рефрижераторными складами.
Выше по течению располагалось хранилище нефти и бензина. Оно находилось на участке побережья длиной около 3 км и включало около 50 резервуаров, принадлежащих нефтяным компаниям Vacuum, Shell, Nova, Fanto AG и Redeventza.
Речная гавань занимала участок берега длиной около 12 км. Она не обеспечивала защиту кораблям, когда река разливалась или замерзала. К гавани подходила железная дорога Донаууфербан и автодорога Хандельскаи, которая шла параллельно Дунаю, тем самым ограничивая свободное пространство для порта, занимавшего береговую полосу шириной около 75 м.

### Дунайский канал
В 1892 году было принято постановление, предусматривающее расширение Дунайского канала для строительства грузового и пассажирского порта, предусматривающего защиту судов от паводков и зимней погоды. Постановление также предусматривало строительство местной железнодорожной сети.
Работы должны были включать в себя создание противопаводковых сооружений вблизи Нусдорфа, поскольку плавучий барьер, сооружённый по проекту Вильгельма фон Энгерта в 1873 году, не обеспечивал должной защиты от наводнений. Были запроектированы три или четыре водослива со шлюзами, чтобы обеспечить необходимую глубину для прохождения судов. Ещё одно противопаводковое сооружение рядом с местом соединения Дуная и Дунайского канала должно было не дать паводковым водам проникнуть обратно в канал.
Постановление предусматривало создание временных причалов между мостами Аугартенбрюке и Франценбрюке по обе стороны Дунайского канала. Близ устья реки Вены была выкопана небольшая бухта 95 на 200 метров, чтобы корабли могли там разворачиваться. Однако позднее она была вновь засыпана и там был разбит парк Херманпарк.
Власти в то время не имели денег для одновременного строительства железнодорожной сети и проведения запланированных работ на Дунайском канале. Армия также лоббировала строительство железнодорожной сети, которая бы соединяла различные военные объекты в Вене. В результате первым был построен Венский штадтбан.
К 1923 году, когда руководитель проекта инженер Людвиг Брандль сообщал о ходе работ в 13-м номере отраслевого журнала Die Wasserwirtschaft, были построены противопаводковый барьер в Нусдорфе, водослив и шлюз Кайзербадвер и причалы ниже Аугартенбрюке. Но для строительства на Дунайском канале современного порта денег не хватало.
Отто Вагнер в 1896 году по поручению комиссии транспорта разработал дизайн причальной стенки. В соответствии с его планами, причалы 15-метровой ширины были построены с рыбными торговыми рядами, причалом для пассажирских судов и погрузочными бухтами для перевозки грузов. Вагнер также спроектировал противопаводковые сооружения в Нусдорфе, а также и водослив и шлюз Кайзербадвер и здания служб.
Хотя финансирования было недостаточно для обслуживания сооружений Нусдорвы, они должны были постоянно находиться в рабочем состоянии для предотвращения наводнений. Поскольку требуемый объём средств был слишком велик, чтобы получать его из платы за использование шлюзов, было предложено построить гидроэлектростанцию в районе Зиммеринга. Согласно этому предложению, средства от продажи электричества с ГЭС должны были покрыть расходы на эксплуатацию противопаводковых сооружений.

### Гавань во Фройденау (1920,1 км от устья)

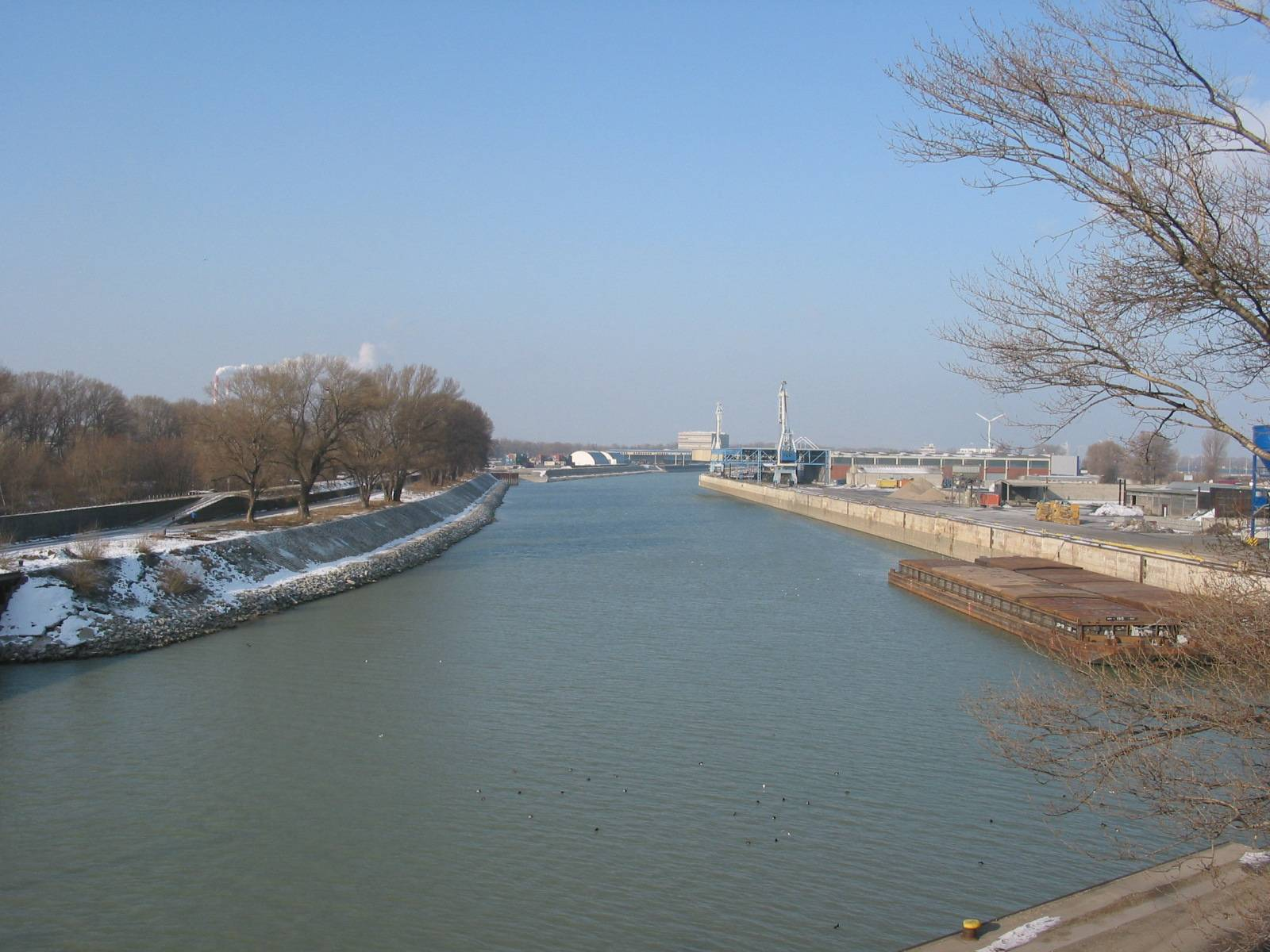
Зимняя гавань во Фройденау

Порт во Фройденау, который был задуман как зимняя гавань, был запроектирован в рукаве Дуная между Дунаем и Дунайским каналом в рамках проекта регулирования реки в 19 веке. Тем не менее, мешало отсутствие финансирования, и были завершены только подготовительные работы.
Когда наводнение разрушило часть построенных портовых сооружений, а лёд зимой повредил несколько кораблей, стала очевидна необходимость повышения уровня защиты.
Строительство началось 8 августа 1899 и порт был открыт 10 октября 1902 года. Ещё до завершения строительства он начал использоваться как убежище для кораблей в зимний период.
В 1925 году в зимней гавани также стали размещаться летающие лодки и гидросамолёты, эксплуатировавшиеся австрийскими авиалиниями Österreichische Luftverkehrs AG и венгерской компанией Aero-Express.
Гидросамолеты базировались здесь и во время Второй мировой войны. Их задачей было ликвидировать мины, которые сбрасывались в реку авиацией союзников; эти мины предназначались для того, чтобы затруднить транспортировку нефти с румынских месторождений на НПЗ в Лобау, из-за них затонуло около 300 танкеров. Гавань во Фройденау также использовалась в качестве промежуточной остановки для летающих лодок, курсирующих между Средиземным морем и Северной Германией.

### Гавань в Кухелау
Гавань в Кухелау была создана в период между 1901 и 1903 годами, когда была сооружена дамба, отделяющая гавань от Дуная. Она служила остановочным пунктом для судов, ожидающих прохода через шлюз возле Нусдорфа на пути к Дунайскому каналу.

### Планы расширения венских гаваней во время Габсбургской монархии и первой Республики
Хотя Вена уже не являлась центром империи после распада Австро-Венгрии, от идей строительства дополнительных портовых сооружений не отказывались. Только планы, существовавшие ещё во времена монархии, были адаптированы с учётом новых потребностей.
В 1923 году руководитель проекта, инженер Людвиг Брандль, написал статью под названием «Die Ausgestaltung der Hafenanlagen in Wien» («Планы для портовых сооружений Вены»), в которой он представил различные варианты развития:
- Грузовой порт возле Альберна

Этот план предусматривал создание грузового порта рядом с Альберном между Дунайским каналом, Донаууфербаном и правобережными противопаводковыми сооружениями вдоль реки Швехат. От должен был иметь три акватории для погрузки/разгрузки, железнодорожное сообщение и вход для судов с Дунайского канала.
- Промышленный и торговый порт в Зиммеринге

Промышленный и торговый порт в Зиммеринге был запланирован между мостом Остбанбрюке и Донаууфербаном. Он должен был находиться позади бывших артиллерийских казарм в Кайзерэберсдорфе, там где сейчас мусороперерабатывающий завод.
Этот план также предусматривал строительство параллельного Дунайскому каналу водного пути с пятью вспомогательными акваториями для погрузки/разгрузки и железнодорожным сообщением.
- Промышленный порт в Фройденау

В нижнем течении Дунайский канал должен был быть расширен, чтобы корабли могли пришвартоваться там не преграждая путь для других судов, проходящих по нему. Дополнительная акватория для погрузки/разгрузки предусматривалась планом в районе Галоппреннплатц Фройденау.
- Водоотводный канал

План водоотводного канала был предшественником острова Донауинзель. В своей статье Брандль описывает состояние плана на 1923 год, но основная идея выкопать водоотводный канал, чтобы защитить Вену от наводнений, существовала с 1911 года.
Согласно плану, водоотводный канал примерно 80-метровой ширины должен был отходить от Дуная возле Лангенцерсдорфа. Он должен был идти через заливные луга и соединяться с рекой примерно в 12 км вниз по течению Вены.
В случае потопа канал должен был иметь возможность пропускать в 2 400 кубометров воды в секунду.
На насыпном берегу канала планировалось разместить погрузочные площадки и промзону.
Кроме того, планом предусмотрено разделение канала на три части с помощью двух плотин, и использовать его не только для судоходства, но и для выработки электроэнергии.
Неизвестно, почему ни один из этих проектов был реализован, но можно предположить, что причиной стало отсутствие финансирования и/или великая депрессия.

## Во времена первой республики
После распада Австро-Венгрии, зимняя гавань в Фройденау, которая до этого была собственностью государства, перешла во владение города Вены. Город, который уже испытывал нехватку средств, не был в состоянии что-либо инвестировать в гавани, которые стоили денег и не приносили доход напрямую.

## 1938—1945
В одном из документов 1942 года, Отто Брошек, глава администрации порта, описывал состояние портовых сооружений Вены (гавани на берегу и зимней гавани) и их качество, проекты (гавань в Симмеринге) и работы, которые фактически были реализованы (гавани в Альберне и Лобау), а также планы их расширения после победы в войне.
Доклад Брошека был задуман как краткое изложение планов на период после окончательной победы, когда Вена должна была играть важную роль в судходстве на Дунае, но в нем также подчёркиваются трудности, возникшие при непосредственной реализации этих целей из-за войны.

### Гавань возле Альберна (1918,3 км от устья)

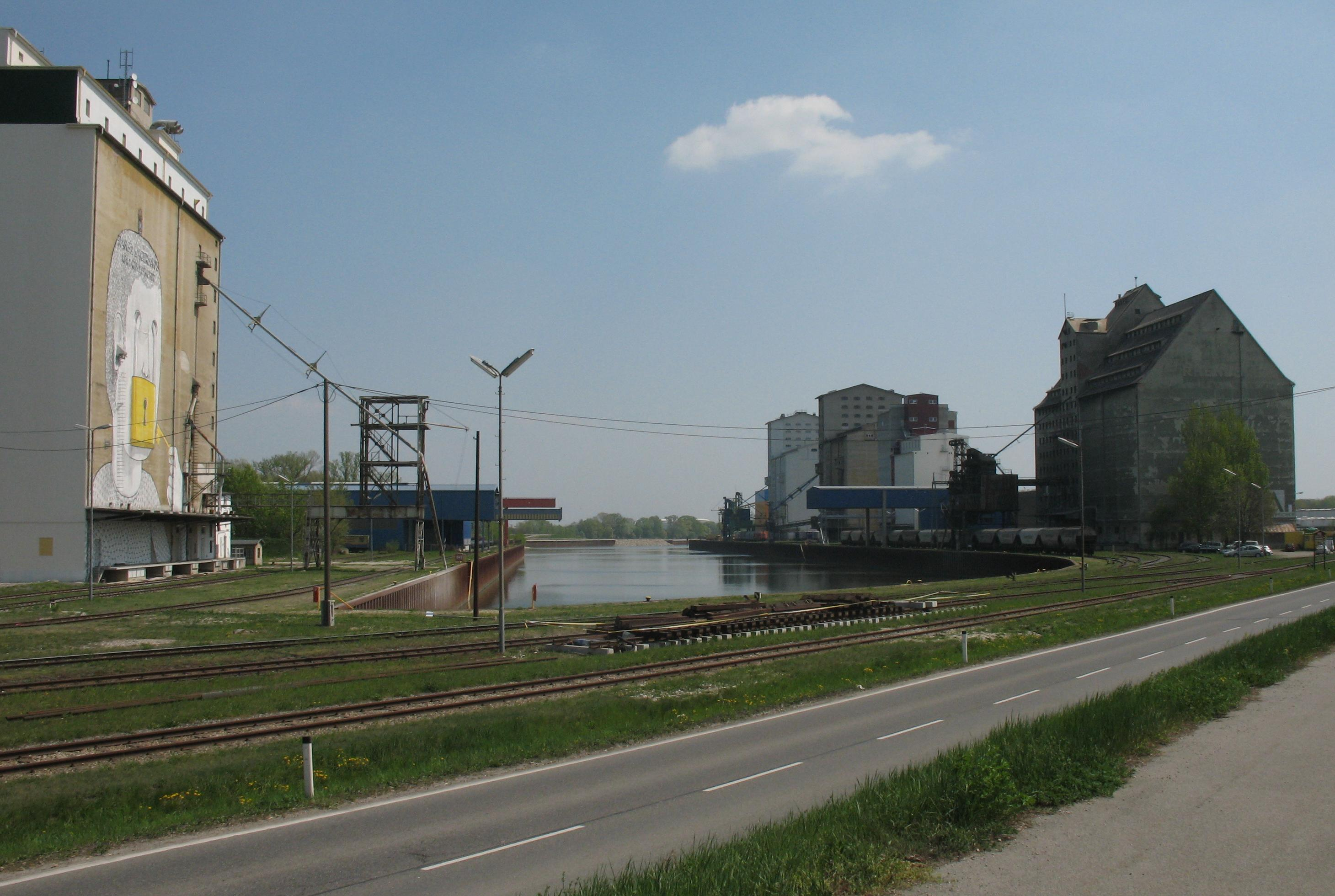
Гавань возле Альберна

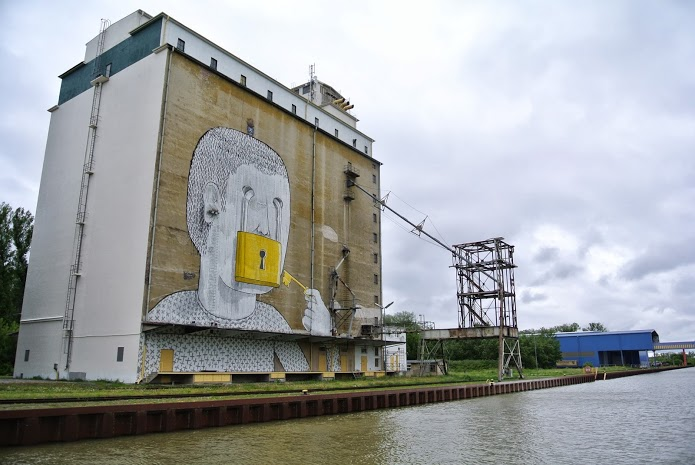
Северное зернохранилище. Панно художника Blu.

Проект строительства грузового порта вблизи Альберна, план которого был описан инженером Людвигом Брандлем в 1923 году как одна из нескольких возможностей расширения портовых сооружений Вены, был выбран для реализации на Имперским министерством путей сообщения из нескольких существующих вариантов 2 января 1939 года.
Работы начались 13 марта 1939 года, а 2 октября 1941 года первый буксир вошёл в первую завершённую акваторию порта. Порт был оснащён пятью зернохранилищами, из-за чего он получил прозвище «зерновая гавань». Он должен был служить в качестве перевалочного узла для зерна, перевозимого из захваченных районов Восточной и Юго-Восточной Европы в самое сердце нацистской Германии. Для строительства гавани и зернохранилищ использовался принудительный труд.
Поскольку две других акватории для грузовых судов, которые должны были быть построены после войны, не предназначались для зерна, Отто Брошек считал понятие «зерновая гавань» некорректным.
Для того чтобы гарантировать, что вода в гавани будет постоянно обновляться, а также чтобы предотвратить попадание фекалий из Дунайского канала в гавань, власти решили направлять в акваторию гавани воду, используемую для охлаждения электростанцию в Зиммеринге. Предполагалось, что это вода, которая будет также тёплой, поспособствует предотвращению гавани от обледенения, что позволит ей оставаться открытой в течение зимы.
Создание гавани в Альберне поменяло течения на этом участке Дуная. В результате в этом месте на берег редко стало выбрасывать тела утопленников, в отличие от прошлых времён. Тогда такие тела хоронили на «Кладбище безымянных».
В целях защиты кораблей от магнитных мин, которые Королевские ВВС начали сбрасывать в Дунай в 1944 году, в гавани Альберн была появилась установка для демагнитизации, через которую должны были проходить все корабли на Дунае через регулярные промежутки времени. Буксиры могли оставаться размагниченными около двух месяцев, а моторные лодки одного месяца.
В 2010 году итальянский уличный художник Blu был приглашён чтобы создать на одном из зернохранилищ панно, в память об исторических событиях и принудительном труде. Работа была уничтожена осенью 2013 года в ходе работ по реконструкции фасада зернохранилища.

### Гавань в Лобау (1916,4 км от устья)
Строительство гавани в Лобау (сегодня известной как «Нефтяная гавань») было тесно связано со строительством канала Дунай-Одер. Работы по планированию маршрута канала были по большей частью выполнены, оставался открытым лишь вопрос о месте его соединения с Дунаем. Были рассмотрены различные предложения, и в итоге Имперское министерство путей сообщения решило, что канал Одер-Дунай должен соединяться с Дунаем в Лобау в 1916,4 от устья, в этом месте также предусматривалось строительство гавани.
Работы на акватории порта и в устье канала начинались 19 декабря 1939 года. Предполагалось, что в строительстве канала и порта примут участие подневольные рабочие, в частности еврейские венгры и украинцы. Ожидалось, что первые корабли смогут воспользоваться гаванью весной 1942 года. После дальнейшего расширения порта, которое планировалось после окончания войны, у гавани должно было быть семь акваторий для погрузки/разгрузки. Гавань должна была использоваться при транспортировке сырой нефти из Румынии на север. Нефть из Цистерсдорфа в Вайнфиртеля (Нижняя Австрия) перерабатывалась на Ostmärkischen Mineralölwerken в Австрии. Нефтяное хранилище не переехало сюда из гавани на берегу реки, поскольку это потребовало бы более длинных транспортных путей на суше.
Кроме нефти и нефтепродуктов ожидалось, что гавань в Лобау будет также служить в качестве погрузочной площадки для угля.

### Проекты (1938—1945)
В своем документе, глава порта Брошек описывал не только начало работ на канале Дунай-Одер и закладку обеих новых портов на Дунае в Вене, но он также перечислил ещё два возможных проекта. Они были ещё достаточно расплывчатыми и обсуждались только предварительно.
- Гавань в Грос-Энцерсдорфе

Были предложения построить гавань возле Грос-Энцерсдорфа на участке от 8 км до 10 км от канала Дунай-Одер. Это бы позволило переместить туда промышленные предприятия, требующие обязательного сообщения с водной сетью.
Было подсчитано, что для этого проекта доступны 3 миллиона квадратных метров земли, но эти планы зависят от траектории захода на посадке проектируемого рядом аэропорта Адеркла.
- Гавань в Фишаменд

Дунайское параходство уже использовало устье реки Фиша возле Фишаменда как гавань; компания даже сначала была против строительства зимней гавани, но позже изменила свою позицию и выступила за строительство гавани в Фройденау.
Однако берег реки в устье Фиши крутой, в некоторых местах достигает 30 метров и поэтому делает эту территорию непригодной для грузового порта. Тем не менее, военное ведомство искало место для нефтехранилища, и Фиша могла для этого подойти.
Вероятно, из-за дальнейшего хода войны эти планы перестали представлять интерес.

## Вторая республика
После Второй мировой войны, порты Альберн и Лобова стали собственностью города Вены.
Поскольку район Дунайского канала был особенно сильно повреждён в Венской наступательной операции в 1945 году, в 1946 году был объявлен градостроительный конкурс по реконструкции территории.
Архитектор Эгон Фридингер предложил снести частично разрушенные казармы в Росау и построить вместо них городской музей. Гавань была также предусмотрена в этом районе.
Генеральный план городской администрации по планированию развития портовых объектов Вены был утверждён 1 марта 1949 года городским сенатом. Первый этап этого плана предусматривал перестройку зимней гавани в Фройденау в контейнерный терминал. 12 июля 1949 года сенат издал указ о временном запрете на строительство на территории вокруг естественных посадочных площадок на Дунае, Дунайского канала, причалов первого и второго районов, гаваней в Альберне и Лобау и о регулировании реки Швехат в привязке к каналам Дунай-Одер и Донау-Адриа в Вене.
27 октября 1953 Венский городской совет решил восстановить последние оставшиеся 300 метров сильно повреждённой набережной напротив гавани в Фройденау. Ожидалось, что это будет стоить около 450 000 шиллингов (около 32 700 Евро).
Мост Фройденауэр Хафенбрюке, который пересекает Дунайский канал и вход в гавань, был открыт мэром Францем Йонасом 13 декабря 1958 года. Этот мост сократил путь к гавани в Альберне, к которой ранее можно было добраться только через Ротунденбрюке.
В 1962—1963 годах была основана частная компания Wiener Hafenbetriebsgesellschaft m.b.H. для работы с портами Фройденау, Альберн и Лобау. В 1978—1979 годах компания объединилась с Wiener Städtischen Lager- und Kühlhausgesellschaft m.b.H., которая обслуживала склад и холодильные установки.
В 1979 году была создана новая структура, включающая следующие компании:
- WHG (Wiener Hafen Gesellschaft m.b.H.)
- WHV (Wiener Hafen und Lager Ausbau- und Vermögensverwaltungsgesellschaft m.b.H.)
- WHL (Wiener Hafen Lager- und Umschlagsbetriebe Ges.m.b.H)

В 1983 году WHL получило право использования герба Австрии в своих деловых отношениях.
Гавань Фройденау была объявлена свободным портом в 1965 году; в 1977 году были составлены планы по дальнейшему расширению порта.